# Dąbrówka (powiat jasielski)
Dąbrówka – wieś w Polsce położona w województwie podkarpackim, w powiecie jasielskim, w gminie Brzyska.
| SIMC    | Nazwa   | Rodzaj    |
| ------- | ------- | --------- |
| 0346460 | Zagórze | część wsi |

Położona jest na Pogórzu Ciężkowickim na lewym brzegu rzeki Wisłoki. Rzeka ta stanowi wschodnią granicę wsi. W skład miejscowości wchodzą: Ispiny, Wilcoki, Zagórze (w tym Poręby). Najwyżej położone miejsce w Dąbrówce znajduje się na wysokości 289 m n.p.m. a najniżej na wysokości 215 m n.p.m. Od północy miejscowość graniczy z Wróblową, od północnego zachodu z Lipnicą Dolną, od zachodu z Bączalem Dolnym, od południa z Opaciem, od południowego wschodu z Jasłem a od wschodu z Krajowicami. Północno-wschodni fragment miejscowości został objęty ochroną w ramach programu Natura 2000 jako część większego obszaru "Wisłoka z dopływami".
W latach 1975–1998 miejscowość należała administracyjnie do województwa krośnieńskiego.
W przestrzenno – urbanistycznym układzie w miejscowości Dąbrówka można wyodrębnić centralny obszar zaczynający się od skrzyżowaniu drogi gminnej „Zagórze” z drogą powiatową 1313 po kościół parafialny. Znajdują się tu wszystkie najważniejsze instytucje społeczne i publiczne działające na terenie Dąbrówki tj.: Ochotnicza Straż Pożarna, park podworski, liczne sklepy, hurtownie, Spółdzielnia Produkcyjno-Handlowa oraz Dom Ludowy w którym znajduje się siedziba Rady Sołeckiej oraz Centrum Kształcenia na odległość - „Wioska Internetowa”, które skupia dzieci i młodzież z pobliskich wsi. W Centrum Kształcenia mieszkańcy codziennie mogą korzystać z bezpłatnych szkoleń e-learningowych i internetu. Na terenie wsi działają liczne stowarzyszenia.

## Historia
Pierwsza wzmianka o miejscowości Dąbrówka pochodzi z 1378 roku i mówi o jej przynależności do opactwa tynieckiego. Była lokowana na prawie niemieckim, dlatego znajdowało się tutaj sołectwo. Wieś wymieniana jest w dokumentach z 1486 roku, (pierwszy autentyczny dokument pochodzi z akt sądu leńskiego, który podaje że w 1486 r. Marcin Dąbrowski sprzedał sołectwo w Dąbrówce swoim siostrzeńcom Mikołajowi i Pawłowi Wolnym. Z czasem Dąbrówka powtórnie staje się własnością rodziny Dąbrowskich) następnie w 1511 r. i 1536 r. W dokumencie mówiącym o tym, że Jan, opat Tyniecki sprzedał sołectwo w Dąbrówce Janowi Markowiczowi jest zapisane, że były tu młyn i karczma. W 1581 roku należała podobnie jak okoliczne miejscowości do Krzysztofa Pieniążka. W XVII wieku do rodziny Płockich, a następnie Rylskich herbu Ostoja. Pod koniec XIX wieku Emil Rylski zbudował w Dąbrówce obszerny dwór i obiekty gospodarcze. 

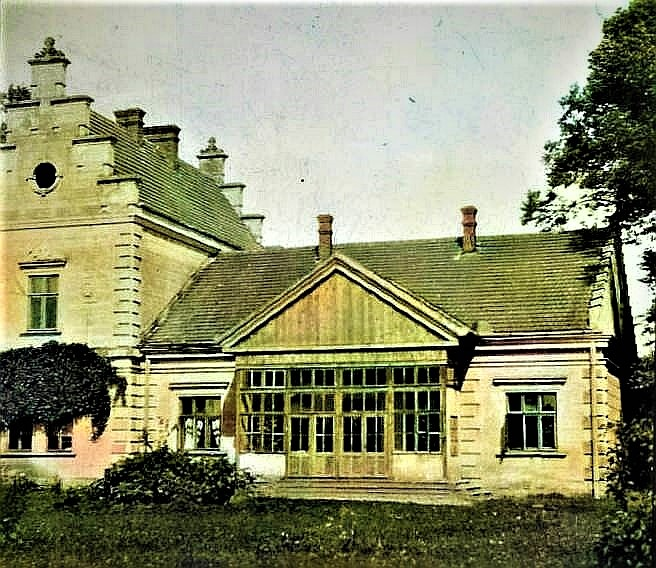
Nieistniejący Dwór Rylskich w Dąbrówce

Dekretem Kurii Biskupiej w Przemyślu z dnia 28 maja 1975 roku w Dąbrówce została utworzona parafia pod wezwaniem Świętego Judy Tadeusza. Parafia została włączona do dekanatu Brzostek, diecezji rzeszowskiej. Pierwszym proboszczem parafii był ks. Stanisław Ulaszek, RM.